# Daisy (Arkansas)
Daisy é uma cidade  localizada no estado americano de Arkansas, no Condado de Pike.

## Demografia
Segundo o censo americano de 2000, a sua população era de 118 habitantes.
Em 2006, foi estimada uma população de 114, um decréscimo de 4 (-3.4%).

## Geografia
De acordo com o United States Census Bureau, a localidade tem uma área de 3,8 km², dos quais 3,0 km² cobertos por terra e 0,8 km² cobertos por água.

## Localidades na vizinhança
O diagrama seguinte representa as localidades num raio de 32 km ao redor de Daisy.